# Slættaratindur
A Slættaratindur Feröer legmagasabb hegycsúcsa. 880 m magas. Eysturoy sziget északi részén található, Eiði, Gjógv és Funningur települések között. A szigetek összes többi hegyéhez hasonlóan nyáron hómentes.

## Földrajz

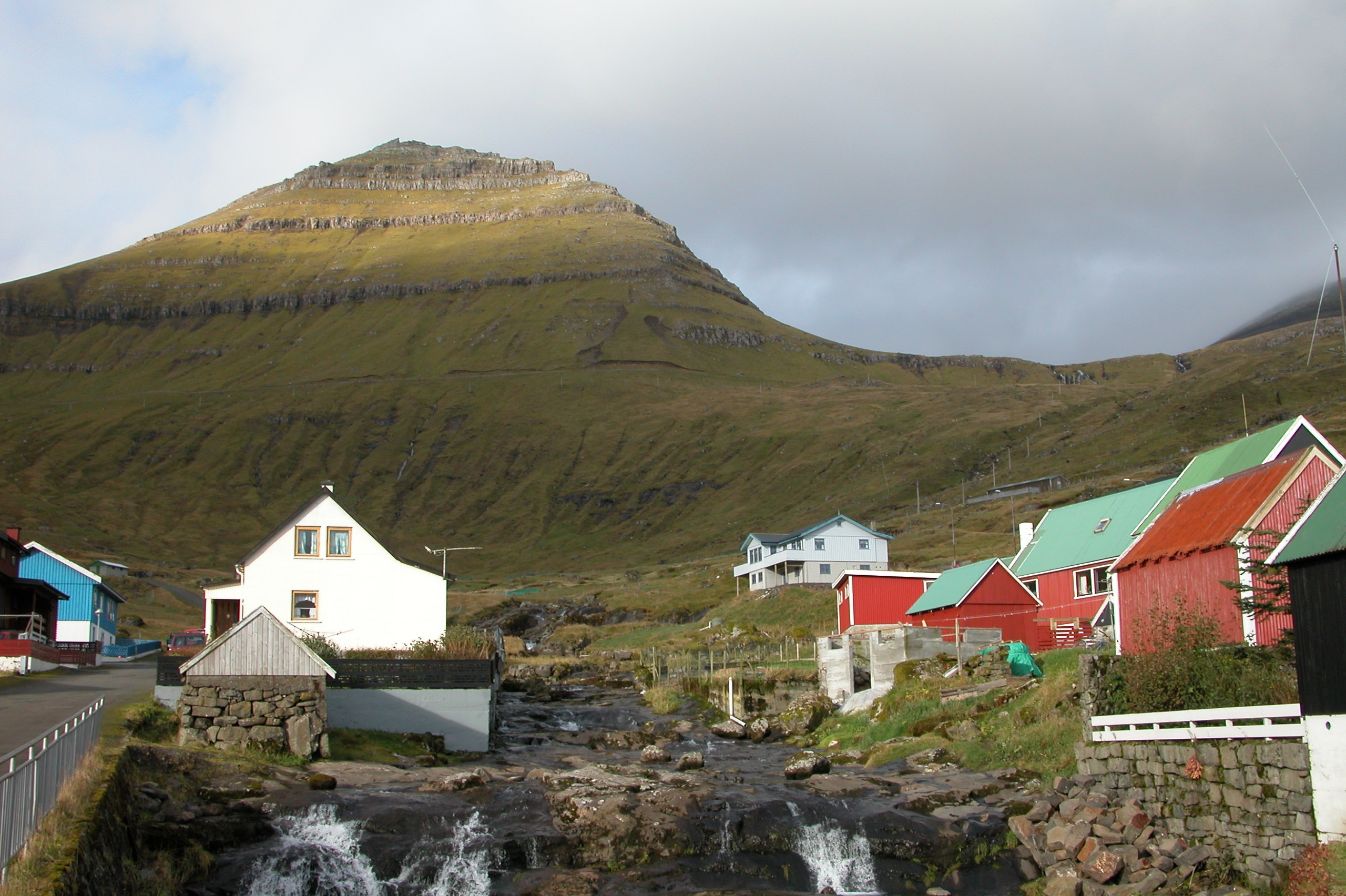
A Slættaratindur Funningur fölött magasodik

A Slættaratindur Feröer tíz 800 m feletti csúcsának egyike. A második legmagasabb, a 856 m-es Gráfelli közvetlenül mellette található északkeleti irányban.
Az Eiði és Funningur közötti hágótól indulva kb. 4 óra alatt megmászható, és bár az út meredek, nincs szükség különleges hegymászótudásra. Jó időben a csúcsról szép kilátás nyílik az egész szigetcsoportra, az északi Viðoytól a déli Suðuroyig. A 2006-os Guinness Rekordok Könyve szerint különösen tiszta és száraz időben még az 550 km-re északnyugatra fekvő izlandi Vatnajökull is látszik, ami a legnagyobb belátható távolság a Földön. Ez az állítás valószínűleg egy angol tengerész 1939-es beszámolóján alapszik, és valóságtartalma kétséges.

## Közlekedés
A hegy lábánál húzódik az Eiði, Funningur és Gjógv közötti út.

### Külső hivatkozások
- Slættaratindur, Peakware.com (angol)
- Éjjeli fénykép a Slættaratindurról Archiválva 2007. március 22-i dátummal a Wayback Machine-ben (angol)